# Metazygia incerta
Metazygia incerta là một loài nhện trong họ Araneidae.
Loài này thuộc chi Metazygia. Metazygia incerta được Octavius Pickard-Cambridge miêu tả năm 1889.